# Slovenska hokejska liga 2012/13
Sezona 2012/13 Slovenske hokejske lige je dvaindvajseta sezona slovenskega prvenstva v hokeju na ledu. Naslov slovenskega prvaka so trinajstič osvojili hokejisti HDD Telemach Olimpija, ki so v finalni seriji z 2:0 v zmagah premagali HK Playboy Slavija.

## Redni del
Redni del sezone so odigrali le trije klubi, ki niso sodelovali v mednarodnih hokejskih ligah.
| Klub              | OT | Z | ZP | PP | P | DG | PG | GR  | Toč |
| ----------------- | -- | - | -- | -- | - | -- | -- | --- | --- |
| HD Jesenice mladi | 7  | 6 | 0  | 0  | 1 | 53 | 20 | +33 | 18  |
| HDK Maribor       | 7  | 4 | 0  | 1  | 2 | 34 | 30 | +4  | 13  |
| HK Olimpija       | 8  | 0 | 1  | 0  | 7 | 23 | 60 | -37 | 2   |

## Končnica
|  | Četrtfinale | Četrtfinale             | Četrtfinale           |                    |                         | Polfinale | Polfinale | Polfinale |  |  | Finale | Finale                | Finale |
|  |             |                         |                       |                    |                         |           |           |           |  |  |        |                       |        |
|  |             | HDD Telemach Olimpija   |                       |                    |                         |           |           |           |  |  |        |                       |        |
|  |             |                         |                       |                    |                         |           |           |           |  |  |        |                       |        |
|  |             |                         | HDD Telemach Olimpija | 7 7                |                         |           |           |           |  |  |        |                       |        |
|  |             |                         |                       | 7 7                |                         |           |           |           |  |  |        |                       |        |
|  |             |                         | HD Jesenice mladi     | 4 3                |                         |           |           |           |  |  |        |                       |        |
|  |             | HD Jesenice mladi       | HD Jesenice mladi     | 4 3                | 7 6                     |           |           |           |  |  |        |                       |        |
|  |             | HD Jesenice mladi       |                       |                    | 7 6                     |           |           |           |  |  |        |                       |        |
|  |             | HDK Maribor             | 2 4                   |                    |                         |           |           |           |  |  |        |                       |        |
|  |             |                         |                       |                    |                         |           |           |           |  |  |        | HDD Telemach Olimpija | 4 3    |
|  |             |                         |                       | HK Playboy Slavija | 1 2                     |           |           |           |  |  |        |                       |        |
|  |             | HK Prosports.si Triglav | 10 13                 |                    |                         |           |           |           |  |  |        |                       |        |
|  |             | HK Olimpija             | 0 1                   |                    |                         |           |           |           |  |  |        |                       |        |
|  |             | HK Olimpija             | 0 1                   |                    | HK Prosports.si Triglav | 0 0       |           |           |  |  |        |                       |        |
|  |             |                         |                       |                    | HK Prosports.si Triglav | 0 0       |           |           |  |  |        |                       |        |
|  |             |                         | HK Playboy Slavija    | 2 5                |                         |           |           |           |  |  |        |                       |        |
|  |             | HK Playboy Slavija      | HK Playboy Slavija    | 2 5                |                         |           |           |           |  |  |        |                       |        |
|  |             |                         |                       |                    |                         |           |           |           |  |  |        |                       |        |
|  |             |                         |                       |                    |                         |           |           |           |  |  |        |                       |        |

### Polfinale
Igralo se je na dve tekmi.

#### Olimpija - Jesenice mladi
| 25. marec 2013 | HD Jesenice mladi | 4:7 | HDD Telemach Olimpija | Ledena dvorana, Bled |

| Poročilo tekme | Poročilo tekme | Poročilo tekme  | Poročilo tekme | Poročilo tekme |
| -------------- | -------------- | --------------- | -------------- | -------------- |
| Začetek: 19:00 |                | (0:2, 1:4, 3:1) |                | Gledalci: 600  |

| 29. marec 2013 | HDD Telemach Olimpija | 7:3 | HD Jesenice mladi | Hala Tivoli, Ljubljana |

| Poročilo tekme | Poročilo tekme | Poročilo tekme  | Poročilo tekme | Poročilo tekme |
| -------------- | -------------- | --------------- | -------------- | -------------- |
| Začetek: 19:15 |                | (3:1, 3:0, 1:2) |                | Gledalci: 1300 |

#### Triglav - Slavija
| 27. marec 2013 | HK Prosports.si Triglav | 0:2 | HK Playboy Slavija | Arena Zlato polje, Kranj |

| Poročilo tekme | Poročilo tekme | Poročilo tekme  | Poročilo tekme | Poročilo tekme |
| -------------- | -------------- | --------------- | -------------- | -------------- |
| Začetek: 19:00 |                | (1:1, 0:1, 2:1) |                | Gledalci: 250  |

| 6. april 2013 | HK Playboy Slavija | 5:0 | HK Prosports.si Triglav | Dvorana Zalog, Ljubljana |

| Poročilo tekme | Poročilo tekme | Poročilo tekme  | Poročilo tekme | Poročilo tekme |
| -------------- | -------------- | --------------- | -------------- | -------------- |
| Začetek: 19:30 |                | (0:0, 4:0, 1:0) |                | Gledalci: 315  |

### Finale
Igralo se je na dve zmagi.
| 7. april 2013 | HDD Telemach Olimpija | 4:1 | HK Playboy Slavija | Hala Tivoli, Ljubljana |

| Poročilo tekme | Poročilo tekme                            | Poročilo tekme  | Poročilo tekme | Poročilo tekme |
| -------------- | ----------------------------------------- | --------------- | -------------- | -------------- |
| Začetek: 19:15 | Ž. Pance 09 Mušič 19 Coulombe 22 Erman 31 | (2:1, 2:0, 0:0) | 20 Snoj        | Gledalci: 1350 |

| 8. april 2013 | HK Playboy Slavija | 2:3 | HDD Telemach Olimpija | Dvorana Zalog, Ljubljana |

| Poročilo tekme | Poročilo tekme  | Poročilo tekme  | Poročilo tekme                   | Poročilo tekme |
| -------------- | --------------- | --------------- | -------------------------------- | -------------- |
| Začetek: 19:00 | Ščap 54 Ščap 55 | (0:2, 0:1, 2:0) | 19 D'Alvise 19 Ž. Pance 33 Mušič | Gledalci: 700  |